# Lampa i Iskra Boża
Lampa i Iskra Boża est une maison d’édition littéraire indépendante de Pologne.

## Historique
À l'origine (1989) Paweł Dunin-Wąsowicz, a lancé sur le marché alternatif un fanzine artistique Iskra Boża (en français : L'Étincelle de Dieu) (devenu ensuite Lampa i Iskra Boża - en français : La Lampe et l'Étincelle de Dieu. En 1993 une société a été créée et le magazine est désormais édité et diffusé sur le marché éditorial commercial.

## Catalogue
La maison édite des œuvres littéraires en prose et en poésie. Parmi ses auteurs réguliers, on peut relever : Piotr Bratkowski (pl), Jacek Dehnel, Agnieszka Drotkiewicz, Krzysztof Dunin-Wąsowicz (pl) (mort en 2013), Stefan Grabiński, Krzysztof « Grabaż » Grabowski (pl), Dorota Masłowska, Jacek Podsiadło (pl), Małgorzata Rejmer (pl), Tomasz Różycki, Maciej Sieńczyk (pl) (BD), Marek Sieprawski (pl), Juliusz Strachota (pl), Marcin Świetlicki, Wit Szostak (pl), Krzysztof Varga, Jakub Żulczyk.
Elle édite aussi le mensuel Lampa (pl).
Le plus grand succès éditorial est Wojna polsko-ruska pod flagą biało-czerwoną (littéralement en français : La Guerre polono-russe sous pavillon blanc et rouge) de Dorota Masłowska (120 000 exemplaires vendus en polonais). Cet ouvrage a été édité dans de nombreuses langues notamment en français chez Noir sur Blanc sous le titre Polococktail Party, traduit par Zofia Bobowicz.